# Tour du Poitou-Charentes 2008
Il Tour du Poitou-Charentes 2008, ventiduesima edizione della corsa, si svolse dal 24 al 27 settembre 2008 su un percorso di 649 km ripartiti in 5 tappe, con partenza da Celles-sur-Belle e arrivo a Poitiers. Fu vinto dal francese Benoît Vaugrenard della FDJ davanti al belga Kevyn Ista e al francese Florian Morizot.

## Tappe
| Tappa  | Data         | Percorso                                        | km    | Vincitore di tappa | Leader cl. generale |
| ------ | ------------ | ----------------------------------------------- | ----- | ------------------ | ------------------- |
| 1ª     | 24 settembre | Celles-sur-Belle > Saint-Jean-d'Angély          | 166,9 | Tyler Farrar       | Tyler Farrar        |
| 2ª     | 25 settembre | Saint-Jean-d'Angély > Lacs de Haute Charente    | 175,4 | Samuel Dumoulin    | René Weissinger     |
| 3ª     | 26 settembre | Lacs de Haute Charente > Montmorillon           | 175,8 | Benoît Vaugrenard  | Benoît Vaugrenard   |
| 4ª     | 27 settembre | Saint-Germain > Saint-Savin (cron. individuale) | 23    | Florian Morizot    | Benoît Vaugrenard   |
| 5ª     | 27 settembre | Lussac-les-Châteaux > Poitiers                  | 108,2 | Samuel Dumoulin    | Benoît Vaugrenard   |
| Totale | Totale       | Totale                                          | 649   |                    |                     |

## Dettagli delle tappe

### 1ª tappa
- 24 settembre: Celles-sur-Belle > Saint-Jean-d'Angély – 166,9 km

| Pos. | Corridore      | Squadra          | Tempo    |
| ---- | -------------- | ---------------- | -------- |
| 1    | Tyler Farrar   | Slipstream       | 3h47'30" |
| 2    | Anthony Ravard | Agritubel        | s.t.     |
| 3    | Mathieu Drujon | Caisse d'Epargne | s.t.     |

| Pos. | Corridore      | Squadra          | Tempo    |
| ---- | -------------- | ---------------- | -------- |
| 1    | Tyler Farrar   | Slipstream       | 3h47'30" |
| 2    | Anthony Ravard | Agritubel        | a 4"     |
| 3    | Mathieu Drujon | Caisse d'Epargne | a 6"     |

### 2ª tappa
- 25 settembre: Saint-Jean-d'Angély > Lacs de Haute Charente – 175,4 km

| Pos. | Corridore       | Squadra   | Tempo    |
| ---- | --------------- | --------- | -------- |
| 1    | Samuel Dumoulin | Cofidis   | 4h36'51" |
| 2    | René Weissinger | Volksbank | s.t.     |
| 3    | Steve Chainel   | Auber '93 | s.t.     |

| Pos. | Corridore       | Squadra   | Tempo    |
| ---- | --------------- | --------- | -------- |
| 1    | René Weissinger | Volksbank | 8h24'25" |
| 2    | Anthony Ravard  | Agritubel | s.t.     |
| 3    | Samuel Dumoulin | Cofidis   | s.t.     |

### 3ª tappa
- 26 settembre: Lacs de Haute Charente > Montmorillon – 175,8 km

| Pos. | Corridore           | Squadra         | Tempo    |
| ---- | ------------------- | --------------- | -------- |
| 1    | Benoît Vaugrenard   | FDJ             | 4h00'21" |
| 2    | Johannes Fröhlinger | Gerolsteiner    | s.t.     |
| 3    | Iban Mayoz          | Xacobeo Galicia | s.t.     |

| Pos. | Corridore           | Squadra          | Tempo     |
| ---- | ------------------- | ---------------- | --------- |
| 1    | Benoît Vaugrenard   | FDJ              | 12h24'44" |
| 2    | Marlon Pérez Arango | Caisse d'Epargne | a 4"      |
| 3    | Johannes Fröhlinger | Gerolsteiner     | a 6"      |

### 4ª tappa
- 27 settembre: Saint-Germain > Saint-Savin (cron. individuale) – 23 km

| Pos. | Corridore       | Squadra         | Tempo  |
| ---- | --------------- | --------------- | ------ |
| 1    | Florian Morizot | Auber '93       | 28'50" |
| 2    | Anthony Roux    | FDJ             | s.t.   |
| 3    | William Bonnet  | Crédit Agricole | a 15"  |

| Pos. | Corridore         | Squadra   | Tempo     |
| ---- | ----------------- | --------- | --------- |
| 1    | Benoît Vaugrenard | FDJ       | 12h54'00" |
| 2    | Kevyn Ista        | Agritubel | a 8"      |
| 3    | Florian Morizot   | Auber '93 | a 17"     |

### 5ª tappa
- 27 settembre: Lussac-les-Châteaux > Poitiers – 108,2 km

| Pos. | Corridore       | Squadra                 | Tempo    |
| ---- | --------------- | ----------------------- | -------- |
| 1    | Samuel Dumoulin | Cofidis                 | 2h26'09" |
| 2    | Thomas Voeckler | Bouygues                | s.t.     |
| 3    | Florian Vachon  | Roubaix Lille Metropole | s.t.     |

| Pos. | Corridore         | Squadra   | Tempo     |
| ---- | ----------------- | --------- | --------- |
| 1    | Benoît Vaugrenard | FDJ       | 15h20'09" |
| 2    | Kevyn Ista        | Agritubel | a 8"      |
| 3    | Florian Morizot   | Auber '93 | a 17"     |

## Classifiche finali

### Classifica generale
| Pos. | Corridore           | Squadra          | Tempo     |
| ---- | ------------------- | ---------------- | --------- |
| 1    | Benoît Vaugrenard   | FDJ              | 15h20'09" |
| 2    | Kevyn Ista          | Agritubel        | a 8"      |
| 3    | Florian Morizot     | Auber '93        | a 17"     |
| 4    | Anthony Roux        | FDJ              | s.t.      |
| 5    | Nicolas Rousseau    | Ag2r-La Mondiale | a 19"     |
| 6    | Sébastien Turgot    | Bouygues Télécom | a 25"     |
| 7    | Enrico Gasparotto   | Barloworld       | a 27"     |
| 8    | William Bonnet      | Crédit Agricole  | a 32"     |
| 9    | Marlon Pérez Arango | Caisse d'Epargne | a 36"     |
| 10   | Thomas Voeckler     | Bouygues Télécom | a 37"     |